# 1ª Squadriglia per l'artiglieria
La 1ª Squadriglia per l'artiglieria del Servizio Aeronautico del Regio Esercito fu costituita il 26 giugno 1915 sul campo di Pordenone con aerei da bombardamento Caudron G.3.

## Storia
La 1ª Squadriglia di artiglieria è costituita il 26 giugno 1915 su Caudron G.3 a Pordenone.
Il 2 luglio va a Medeuzza nel Gruppo aviazione artiglieria della 2ª Armata con 6 Caudron comandata da capitano osservatore Emilio Gamerra, 7 piloti e 5 osservatori tra cui il Cap. Felice Porro ed il Tenente Vincenzo Velardi.
Il 4 agosto va da Medeuzza a Bolzano di San Giovanni al Natisone ed il 7 da Bolzano ad Oleis di Manzano dove il 1º ottobre arriva anche il comando di Gruppo, il Ten. Alvaro Leonardi ed un G.3.
Nel corso del 1915 eseguiva 228 voli di guerra.
Al 1º gennaio 1916 al comando del maggiore Gamerra vi sono 10 piloti e 8 osservatori ed il 3 marzo Gamerra cede il comando al cap. Raul Lampugnani.
A metà marzo l'unità va a Sammardenchia di Pozzuolo del Friuli ed a fine mese a Risano (Pavia di Udine).
Il 15 aprile 1916 quando cambiano i nomi di tutte le squadriglia diventa 41ª Squadriglia.